# ALDH2
アルデヒドデヒドロゲナーゼ2 (2型アルデヒド脱水素酵素、アルデヒド脱水素酵素2、英語: aldehyde dehydrogenase 2; ALDH2)はヒト12番染色体上に存在する遺伝子、またその遺伝子にコードされているタンパク質である。ヒトにおいて19遺伝子存在するアルデヒドデヒドロゲナーゼ遺伝子の1つであり、コードしているALDH2タンパク質はヒトの肝臓を中心に様々な組織、細胞においてエタノールの代謝産物であるアセトアルデヒドを含む反応性アルデヒドの酸化および無毒化に重要な働きをしている酵素である。
ALDH2遺伝子の主な遺伝子多型として正常型のALDH2*1と不活性型のALDH2*2が知られている。モンゴロイド以外の人種のほとんどは正常型アリルのみを持つが、モンゴロイドの約50%は変異型アリルを持っていることが知られており、不活性型ALDH2*2がいわゆる「お酒に弱い体質」の原因の1つとされている。また、毒性化学物質の解毒能に大きく関わっていること、基質が日常生活にありふれて存在することからALDH2遺伝子多型は衛生学を含めた医学分野全体において重要な多型であると考えられている。

## 遺伝子
ALDH2はヒト染色体12q24.2上に位置し、13のエクソンからなる約44,000塩基対の遺伝子である。ALDH2のcDNAは1985年にアイソザイムであるALDH1とともにヒトの肝臓からクローニングされた。ALDH2はミトコンドリアに局在するタンパク質であり、発見当初はミトコンドリアに局在するALDHはALDH2のみと考えられていたことから「ミトコンドリアALDH (mitochondrial ALDH)」と呼ばれていたが、以降の研究でALDH2以外にもミトコンドリアに局在するALDHが複数見つかっている。肝臓、腎臓、肺、心臓などの組織で比較的多く発現するほか、脳、骨格筋、膵臓、脾臓、胸腺、前立腺、精巣、卵巣、胃、小腸、大腸、皮膚、赤血球、白血球などでも発現している。消化管における発現は他の組織に比べ少なく、食道では極めて少ない。

## タンパク質
未成熟なALDH2タンパク質は517アミノ酸で構成され、N末端の17残基のミトコンドリア移行シグナルによってミトコンドリアに輸送され、ミトコンドリア内でシグナルペプチドが除かれることで500アミノ酸残基で構成される成熟ALDH2へ変換される。補酵素であるNAD+の結合ポケット領域、触媒作用の中心鎖域（Cys302）、多量体形成を担うタンパク質結合領域の3つの機能部位を有し、活性中心を挟み込むように結合した二量体がペアとなったホモ四量体タンパク質となる。二量体の結合はArg264、Glu487およびパートナー単量体のArg475の水素結合による。

## 機能
ALDH2はヒトには19種類存在するALDHスーパーファミリーの1つであり、補酵素としてNAD+を用いる脱水素酵素として知られている。それ以外にも加水分解反応や還元反応も触媒することが報告されている。脱水素酵素としては補酵素であるNAD+を必要とし、アルデヒドをそれぞれのカルボン酸に分解する。加水分解酵素としてはNAD+を必要とせず、エステルを酸とアルコールに分解する。還元酵素として機能する際は、活性部位のシステインのチオール基から電子が供給され、それによってジスルフィド結合が形成されるため、ALDH2活性が失われる。

### 脱水素反応
肝臓においてエタノールの代謝産物である猛毒のアセトアルデヒドを酢酸へ代謝する反応を触媒するアセトアルデヒド脱水素酵素として機能することがよく知られている。ALDH2のアセトアルデヒドに対するミカエリス・メンテン定数は他のALDHに比べ非常に低く、飲酒時に生じるアセトアルデヒド濃度相当の1マイクロモーラー以下であり、飲酒由来のアセトアルデヒドの解毒責任酵素と考えられている。

アセトアルデヒド
酢酸

ヒトにおけるアルコール代謝経路

アセトアルデヒド以外のホルムアルデヒドなどのアルデヒド類も基質となりうることが報告されており、脂質の過酸化により生じるアルデヒドである4-ヒドロキシノネナール（4-HNE）やその類似物質、マロンジアルデヒドも基質と考えられている。それ以外にもグリオキサールやメチルグリオキサールなどの生体内物質であるアルデヒドも基質となりうる。また、神経伝達物質であるドーパミンの代謝産物である3,4-ジヒドロキシフェニルアセトアルデヒド（DOPAL）や3,4-ジヒドロキシフェニルグリコールアルデヒド（DOPEGAL）、セロトニンの代謝産物である5-ヒドロキシインドール-3-アセトアルデヒドもALDH2の基質であると報告されている。

### 加水分解反応
4-ニトロフェニルアセテートを4-ニトロフェノールと酢酸へ加水分解する反応を触媒することが報告されている。

### 還元反応
狭心症などの治療において冠動脈拡張剤として用いられるニトログリセリンを還元することで、亜硝酸（NO2-）を発生させる反応を触媒し、これによって生じた一酸化窒素（NO）が動脈拡張作用を発揮することが知られている。また、トリパノソーマ症の治療に用いられる5-ニトロフランがALDH2により還元されることで副作用を引き起こすことが報告されている。

### 阻害剤
ジスルフィラムは古典的なALDH阻害剤であり、ALDH2を阻害することで飲酒によるアセトアルデヒドの蓄積を促進し、悪酔いを誘導することでアルコール依存症の治療に用いられている。シアナミドや、葛の抽出物であるダイジンもALDH2阻害剤としてよく知られている。

## 遺伝子多型と人体への影響

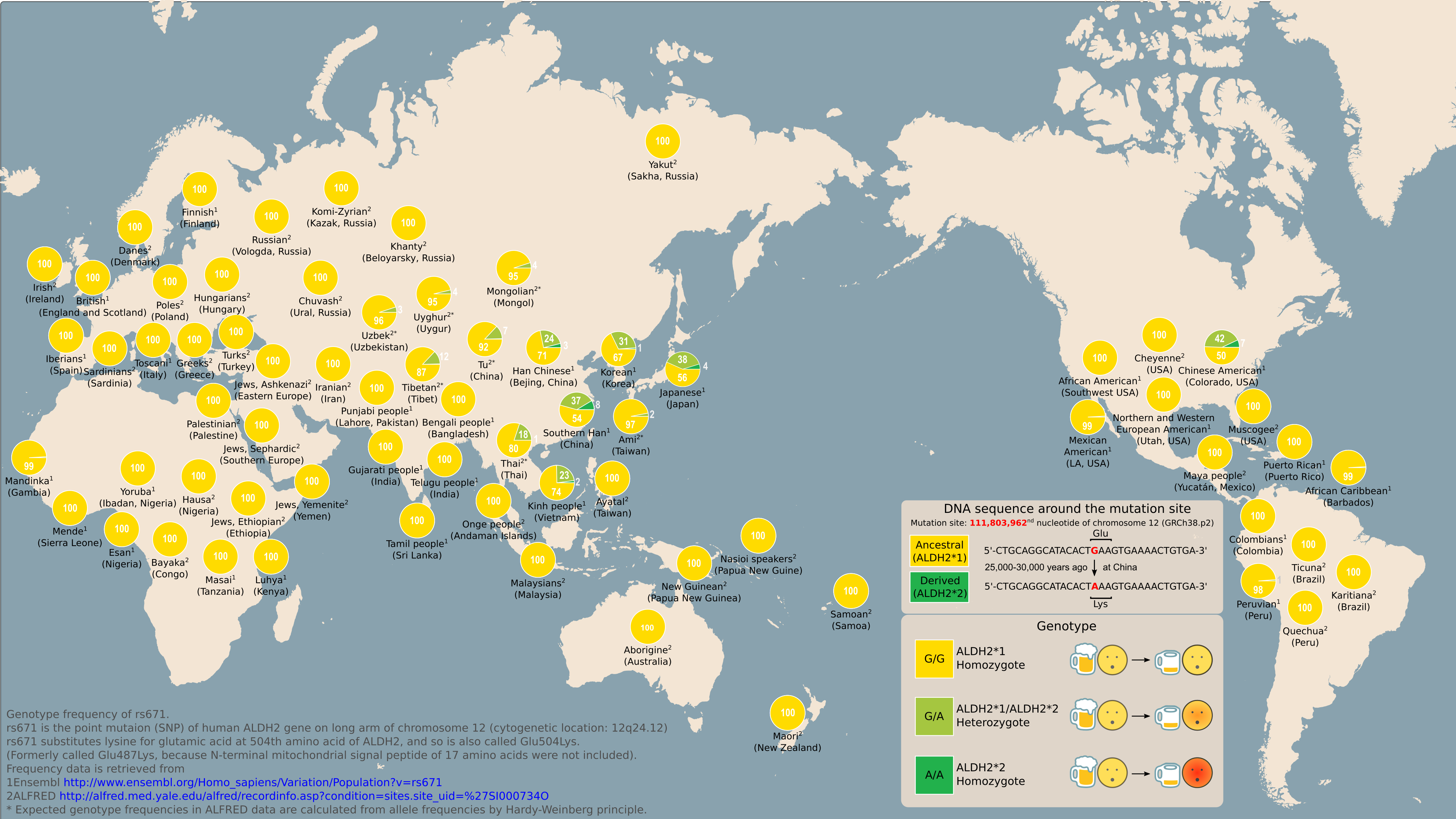
rs671変異の各地域における割合

ALDH2遺伝子の一塩基多型はこれまでに多数報告されているが、このうちヒト集団において一定頻度報告されており、かつ顕著な表現系の変化が見られるものは「rs671」と呼ばれる多型である。rs671変異はエクソン12にある42,421番目のグアニンがアデニンに置換されたものを指しており、これによって成熟ALDH2タンパク質の487番目のアミノ酸がグルタミン酸（Glu）からリジン（Lys）に置き換わっている。一般的に、この変異型アリルはALDH2*2、野生型アリルはALDH2*1と呼ばれる。
上記の通り、Glu487は同じタンパク質内のArg264、およびパートナー単量体のArg475と水素結合する。ALDH2*2型アリルに由来する変異型ALDH2*2タンパク質では、このグルタミン酸がリジンに置き換わることによって、二量体の形成および単量体の立体構造の形成が阻害される。それによって、NAD+結合部位が失われ、活性中心のシステインの求核性を障害することで酵素活性が失われる。また、NAD+が必要な脱水素反応だけでなく、それ以外の酵素活性も低下する。さらにはタンパク質の安定性も阻害され、四量体のうち1つ以上Glu487Lys変異型タンパク質が含まれている場合、半減期が50%程度短縮されることも報告されている。それ故ALDH2*2はALDH2*1に対して優性であり、この2つのアリルをヘテロで保有している場合（ALDH2*1/*2）のALDH2活性は20%以下であり、ALDH2*2をホモで保有する場合（ALDH2*2/*2）は0%に近い。その結果、さほど多くない量のエタノールを摂取した場合、ALDH2*2を保有していない場合は肝臓内で速やかにアセトアルデヒドが酢酸に分解されるが、ALDH2*2保有者の場合は肝臓中にアセトアルデヒドが蓄積する。アセトアルデヒドは非常に拡散性が高く、生体膜を通過するため、血流に乗って全身へ広がっていく。これによってALDH2*2保有者はアルコール飲料を摂取後、特徴的な顔面の紅潮、吐き気、目まいや動悸などのフラッシング反応を呈す。

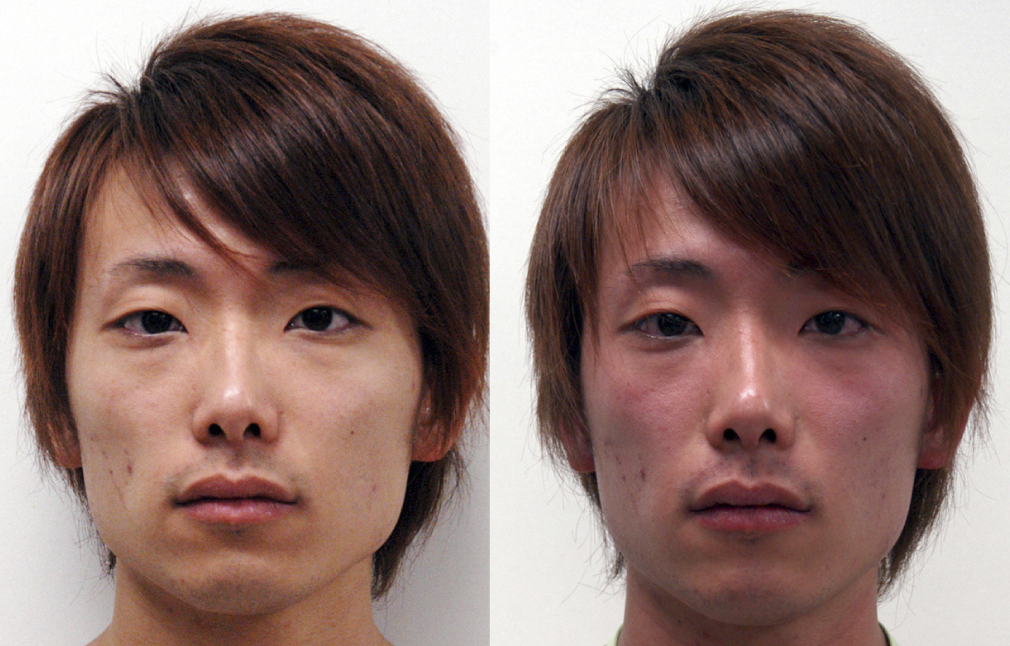
フラッシング反応

ALDH2*2は2.5万から3万年ほど前の中国南東部に由来すると考えられており、モンゴロイド以外の人種では極めて稀にしか見られないが、モンゴロイドでは保有率が高く、中国、日本、朝鮮、モンゴル、インドシナ半島で多い。
| 地域         | ALDH2*1/*1 | ALDH2*1/*2 | ALDH2*2/*2 |
| ------------ | ---------- | ---------- | ---------- |
| アフリカ     | 99.7       | 0.3        | 0          |
| 南北アメリカ | 99.4       | 0.6        | 0          |
| 東アジア     | 69.2       | 26.8       | 4          |
| ヨーロッパ   | 100        | 0          | 0          |
| 南アジア     | 100        | 0          | 0          |
| 全世界       | 93.7       | 5.6        | 0.8        |

| 地域                         | 国       | 民族   | ALDH2*1/*1 | ALDH2*1/*2 | ALDH2*2/*2 |
| ---------------------------- | -------- | ------ | ---------- | ---------- | ---------- |
| シーサンパンナ・タイ族自治州 | 中国     | タイ族 | 91.4       | 8.6        | 0          |
| 北京                         | 中国     | 漢民族 | 71.8       | 24.3       | 3.9        |
| 中国南方                     | 中国     | 漢民族 | 54.3       | 37.1       | 8.6        |
| 東京                         | 日本     | 日本人 | 56.7       | 38.5       | 4.8        |
| ホーチミン                   | ベトナム | キン族 | 74.7       | 23.2       | 2          |

### 日本における遺伝子多型
日本においては、縄文人はほとんどALDH2*1型アリルのみを持っており、朝鮮半島より渡来した弥生人によりALDH2*2型アリルが導入されたと考えられている。各県別のアリル頻度を調査した2011年の報告によれば最もALDH2*1型アリルの頻度が高い県は秋田県、最も低い県は三重県であった。
ALDH2遺伝子座においてどの多型を保有しているはアルコールパッチテストにより判定することができる。70%エタノールを染み込ませたガーゼを皮膚に貼り、7分後に剥がしたときに直ちに赤くなる場合はALDH2*2/*2、10分後に赤くなる場合はALDH2*1/*2、変化が見られない場合はALDH2*1/*1である。しかし、アルコールデヒドロゲナーゼをコードするADH1遺伝子の多型によってテスト結果とALDH2遺伝子多型が相関しない場合があることも報告されている。
| 遺伝子型   | 割合 |
| ---------- | ---- |
| ALDH2*1/*1 | 53%  |
| ALDH2*1/*2 | 43%  |
| ALDH2*2/*2 | 4%   |

| 順位 | 都道府県 | ALDH2*1の遺伝子頻度 | ALDH2*1/*1 (%) | ALDH2*1/*2 (%) | ALDH2*2/*2 (%) |
| ---- | -------- | ------------------- | -------------- | -------------- | -------------- |
| 1    | 秋田県   | 0.876               | 76             | 23             | 1              |
| 2    | 岩手県   | 0.845               | 73             | 23             | 4              |
| 3    | 鹿児島県 | 0.845               | 76             | 20             | 4              |
| 4    | 福岡県   | 0.843               | 70             | 29             | 1              |
| 5    | 栃木県   | 0.820               | 70             | 24             | 6              |
| 6    | 埼玉県   | 0.813               | 68             | 27             | 5              |
| 7    | 北海道   | 0.805               | 66             | 29             | 5              |
| 7    | 沖縄県   | 0.805               | 66             | 29             | 5              |
| 9    | 熊本県   | 0.802               | 66             | 28             | 6              |
| 10   | 高知県   | 0.800               | 63             | 34             | 3              |

| 順位 | 都道府県 | ALDH2*1の遺伝子頻度 | ALDH2*1/*1 (%) | ALDH2*1/*2 (%) | ALDH2*2/*2 (%) |
| ---- | -------- | ------------------- | -------------- | -------------- | -------------- |
| 1    | 三重県   | 0.630               | 36             | 54             | 10             |
| 2    | 愛知県   | 0.643               | 41             | 47             | 12             |
| 3    | 石川県   | 0.673               | 45             | 44             | 11             |
| 4    | 岐阜県   | 0.690               | 48             | 42             | 10             |
| 5    | 和歌山県 | 0.705               | 52             | 37             | 11             |
| 6    | 大分県   | 0.715               | 51             | 41             | 8              |
| 7    | 広島県   | 0.727               | 49             | 48             | 3              |
| 8    | 大阪府   | 0.728               | 54             | 37             | 9              |
| 9    | 奈良県   | 0.730               | 57             | 32             | 11             |
| 10   | 岡山県   | 0.737               | 52             | 44             | 4              |

### 飲酒習慣への影響
ALDH2*2保有者の飲酒量は上述の身体症状によって少ないことがよく知られている一方、ALDH2*1/*2保有者であっても飲酒習慣があるのは珍しくなく、平均飲酒量は野生型アリルのみを保有する場合の7割程度とも報告されている。アルコール依存症はALDH2*2保有では少なくなるが、アルコール依存症者全体の1-2割はALDH2*1/*2保有者であり、野生型の依存症者と同等の飲酒習慣を持つと報告されている。その理由の1つとして、アルコールデヒドロゲナーゼをコードするADH1遺伝子においてエタノール代謝が遅い酵素をコードする多型であるADH1B*1を保有している場合は、アセトアルデヒドが発生するエタノールの脱水反応が緩やかに進行することによって、ALDH2の活性が低くても不快な症状が比較的少ないことが推測されている。それ以外にも社会的な圧力や飲酒の楽しみが身体症状を圧倒することが原因であることも指摘されている。

### 疾病への影響
疾病の種類によってALDH2遺伝子多型との関係は様々である。アルコール依存症は上述のようにALDH2*2保有者に少ない一方、飲酒の習慣がある場合の悪性腫瘍はALDH2*2保有者に多い。そのほかに骨粗鬆症や心血管疾患、神経疾患などとの関連も示唆されている。

#### 悪性腫瘍
消化管、肝臓、肺などの悪性腫瘍は飲酒が危険因子とされており、影響の大きさは様々だがALDH2*2保有によってこのリスクが増加する傾向にあることが知られている。特に食道ガンへの影響が最も知られているが、上述のように食道でのALDH2発現量は少ないことから、唾液中のALDH2量が影響しているとする説や飲酒時の局所的な発現誘導によって差が生じるとする説が提唱されている。
また、たばこの煙にもアセトアルデヒドが含まれていることから、たばこ煙暴露者においてもALDH2*2保有が悪性腫瘍のリスクを高める危険因子となると考えられている。

### エネルギー代謝への影響
血糖値、血清中性脂肪値、ボディマス指数などがALDH2*2保有者で比較的低値であることを示す疫学報告があり、ALDH2*2を強制発現させたマウスでは野生型マウスと比べて内臓脂肪が少ないことが示されている。これらの報告から、ALDH2*2は糖代謝や脂質代謝などのエネルギー代謝において有利となりうると考えられている。